# Alfred Otto Stammann

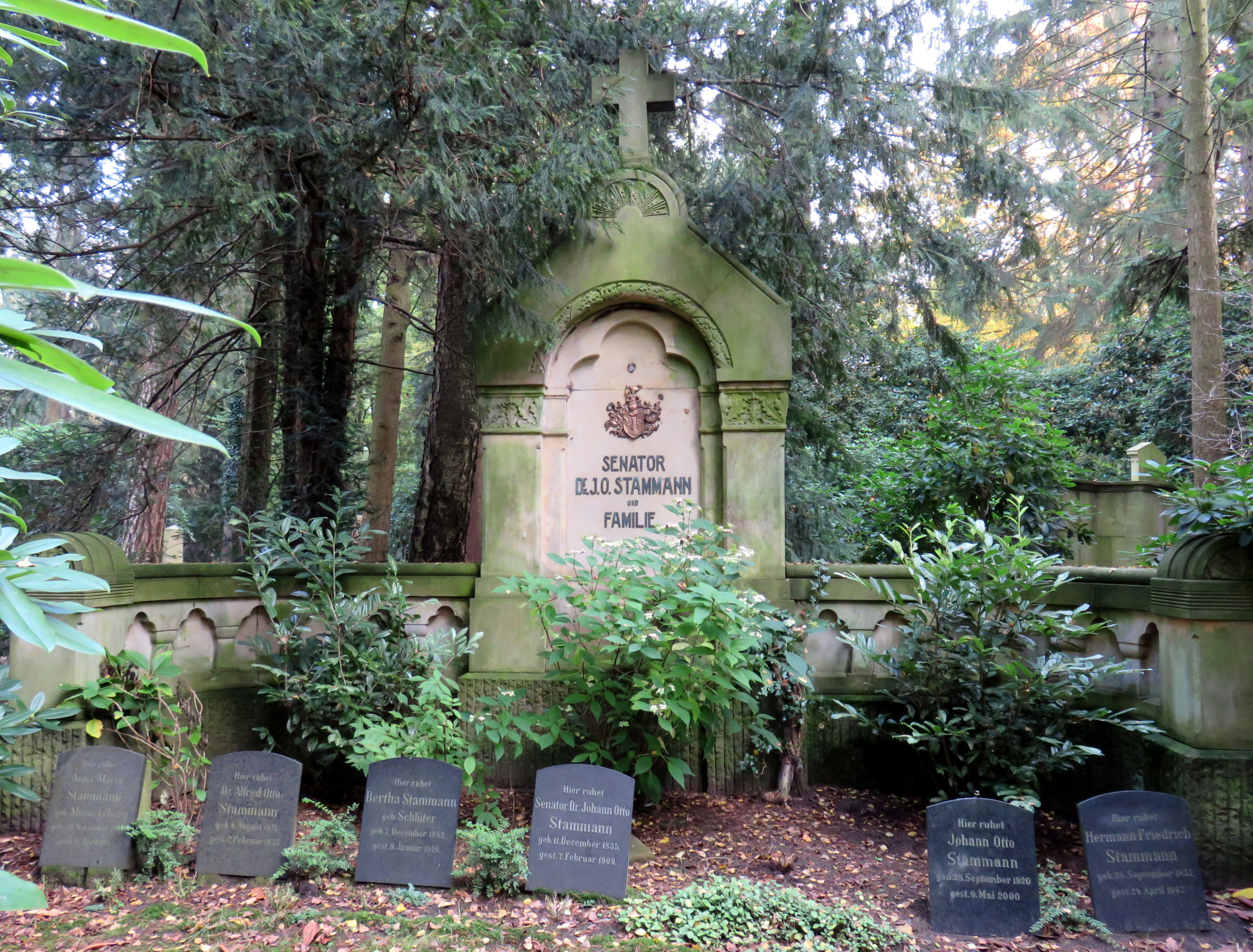
Familiengrab Stammann auf dem Friedhof Ohlsdorf

Alfred Otto Stammann (* 6. August 1871 in Hamburg; † 2. Februar 1935 ebenda) war ein Hamburger Rechtsanwalt.

## Leben
Der Vater von Stammann war der Hamburger Senator und spätere Erste Bürgermeister Johann Otto Stammann. Alfred Stammann besuchte das Wilhelm-Gymnasium in Hamburg, wo er zu Michaelis 1889 das Reifezeugnis erhielt. Er studierte Rechtswissenschaften und promovierte in Heidelberg, dabei war er ab 1890 Mitglied des Corps Vandalia Heidelberg.
Nach der Promotion wurde er in Hamburg als Advokat immatrikuliert. Er trat in die bekannte Anwaltskanzlei Dres. Schroeder Stammann Nolte ein, die später den Grundstein der weltweit tätigen Kanzlei Latham & Watkins im deutschen Markt legte, und führte diese ab 1897 bis zu seinem Tod 1935 als Senior Partner. Dabei war er unter anderem ein Ansprechpartner für den US-amerikanischen Generalkonsul in Hamburg. Am 8. Juli 1904 ehelichte Stammann Anna Maria Mönckeberg, die Tochter des Bürgerschaftsmitglieds Rudolf Mönckeberg. Die Ehe brachte drei Kinder hervor.
Stammann war ein bekanntes Mitglied der Hamburger Gesellschaft. So wirkte er als Gründungsmitglied und späterer 1. Vorsitzender des Hamburger Golf-Clubs, mit welchem er am 6. Mai 1907 auf einem Golftag in Hamburg an der Gründung des Deutschen Golf Verbandes teilnahm, und im Vorstand des Hamburger Renn-Clubs, Veranstalter des Deutschen Derbys in Hamburg-Horn. Zudem war er Gründungsmitglied des Rotary Club Hamburg im Jahr 1927.
Stammann verstarb am 2. Februar 1935 an den Spätfolgen eines Pistolenduells im Rahmen der "Hamburger Turfaffäre" und ist im Grab der Familie auf dem Ohlsdorfer Friedhof begraben.

## Beteiligung an der Hamburger Turfaffäre
Am 23. Juni 1912 kam es im Rahmen eines Besuches des Union-Klub von 1867 aus Berlin beim Hamburger Renn-Club im Rahmen des Deutschen Derbys auf der Galopprennbahn Hamburg-Horn zu einer Meinungsverschiedenheit, die in einer Forderung zum Pistolen-Duell mündete. Ursache war, dass sich Mitglieder des Union-Klub auf bereitgestellte Stühle und eine Bank stellten, um dem Renngeschehen besser folgen zu können, wodurch sie die Sicht für Mitglieder des Vorstandes des Hamburger Renn-Clubs verdeckten. Der Bitte, dieses Verhalten zu unterlassen, kam die Mehrheit der Aufgeforderten umgehend nach, Unions-Klub Mitglied Walther Graf v. Königsmarck weigerte sich jedoch vom Stuhl herabzusteigen. Im Rahmen der folgenden Auseinandersetzung wurde Königsmarck des Platzes verwiesen, worauf er den gesamten Vorstand des Hamburger Renn-Clubs zum Pistolenduell forderte. Senator John von Berenberg-Gossler, Alexander Schön und Stammann nahmen die Forderung an und duellierten sich am 12. September 1912 (Berenberg-Gossler), im Oktober (Schön) bzw. am 7. Oktober 1912 (Stammann) mit Königsmarck. Stammann erlitt im Rahmen seines Duells einen Steckschuss. An der daraus resultierenden Bleivergiftung starb Stammann 23 Jahre später.
Die Geschehnisse auf der Rennbahn wurden unter dem Titel „Hamburger Turfaffäre“ überregional diskutiert und fanden breite Rezeption in den Medien, teilweise über Monate hinweg. Auch die Hamburgische Bürgerschaft und die Budgetkommission des Reichstages befassten sich mit dem Vorfall. Die Beteiligten Berenberg-Gossler und Stammann wurden in der Folge zu je 3 Monaten Festungshaft verurteilt, Königsmarck zu 6 Monaten Festungshaft.